# Торнеро, Ана Роса
Ана Роса Торнеро (исп. Ana Rosa Tornero; 1907—1984) — боливийская писательница, журналистка, педагог, феминистическая активистка и социальный реформатор. Она издала первый феминистский журнал в Боливии и была одной из основательниц первой феминистической организации в стране.

## Биография
Начиная с 1920-х годов Торнеро преподавала философию и литературу в государственных школах в Кочабамбе и Ла-Пасе, а затем и руководила ими. Одновременно являлась редактором газеты El Norte. Позже она работала редактором El Diario de La Paz. Ей также принадлежит заслуга публикации первого феминистского журнала в Ла-Пасе, Ideal Femenino (в августе 1922 года). В начале 1920-х годов она вышла замуж за педагога Роберто Бильбао ла Вьеха и родила сына, которого также назвали Роберто.
В 1923 году Мария Санчес Бустаманте организовала первую феминистскую группу в Боливии (El Ateneo Femenino) с целью достижения гражданского и политического равенства. В неё входили художницы, журналистки, педагоги и писательницы, в том числе Летисия Антесана де Альберти, Эльвира Бенгурия, Фиделия Корраль де Санчес, Марина Лихерон, Хулия Рейес Ортис де Каньедо, Эма Алина Палфрей, Эмма Перес де Карвахаль, Мария Хосефа Сааведра, Ана Роса Торнеро де Бильбао ла Вьеха, Ана Роса Васкес и Этельвина Вильянуэва и Сааведра. Они организовали собственный журнал Eco Femenino, редактором которого с самого начала стала Торнеро. В нём печатались литературные материалы и статьи о феминизме.
В 1920-х годах группа интеллектуалов (первоначально собравшихся в Сантьяго-дель-Эстеро, Аргентина) сформировала группу под названием La Brasa для изучения концепции американизма. Торнеро была членом Американского народно-революционного альянса (АПРА), преследовавшего аналогичные цели и сосредоточившегося на земельной реформе, правах коренных народов и сохранении культурного наследия. Члены La Brasa пригласили Торнеро для участия в нескольких поэтических чтениях в 1928 году в Сантьяго-дель-Эстеро и Ла-Банде. В 1929 году El Ateneo Femenino организовал Первый женский конгресс, проходивший в Ла-Пасе; Торнеро была одной из главных его фигур. Документ, принятый в конце встречи, был посвящен гражданскому, экономическому и политическому освобождению, хотя требования выдвигал довольно скромные (право женщин распоряжаться собственностью, выдача им удостоверений личности, равное положение родителей, и избирательное право, правда, только для грамотных женщин).
В начале 1930-х годов Торнеро сыграла значительную роль во время Чакской войны в сборе пожертвований через Radio Illimani, а также служила волонтером в Боливийском Красном Кресте. В это время она начала сниматься в кино, но это было недолгое предприятие. Торнеро появилась в фильме режиссера Хосе Марии Веласко Майданы «Вара Вара» (1930) с Луисом Писарросо Куэнкой. После того, как была снята сцена с поцелуем, Торнеро отказалась продолжать съёмки. Опасаясь, что фильм нанесёт непоправимый вред её репутации, она отмежевалась от картины и осудила её, вынудив режиссёра найти новый состав. Позже фильм был выпущен с Хуанитой Тайлансье в главной роли.
В 1947 году она посетила Первый межамериканский конгресс женщин (Primer Congreso Interamericano de Mujeres) в городе Гватемала. Конференция предоставила женщинам платформу для выступления по международным вопросам, включая мир, политическое равенство и человеческое благосостояние. Торнеро возглавляла третий комитет конференции, который сосредоточился на правах человека, включая экономическую безопасность, образование, здравоохранение и свободу слова.
Торнеро умерла 27 февраля 1984 года в Альбукерке, штат Нью-Мексико.